# Mont-sur-Meurthe
Mont-sur-Meurthe är en kommun i departementet Meurthe-et-Moselle i regionen Grand Est (tidigare regionen Lorraine) i nordöstra Frankrike. Kommunen ligger i kantonen Gerbéviller som tillhör arrondissementet Lunéville. År 2022 hade Mont-sur-Meurthe 1 132 invånare.

## Befolkningsutveckling
Antalet invånare i kommunen Mont-sur-Meurthe
| Referens: INSEE |